# Centre national Jean-Moulin
Le centre national Jean-Moulin, est un musée bordelais et un centre de documentation consacrés à l'histoire de la Seconde Guerre mondiale et en particulier à celle de la Résistance française, de la déportation et des Forces françaises libres. Il a été créé en 1967 à l'initiative de Jacques Chaban-Delmas. Il est rattaché depuis avril 2006 au musée d'Aquitaine et édite des ouvrages de référence sur la période de la Seconde Guerre mondiale.
Le musée est fermé depuis 2018 pour rénovation. La réouverture initialement prévue pour 2022 n'est toujours pas effective en 2024. Une partie du contenu a été transférée au musée d'Aquitaine.

## Fondation et fonctionnement du centre

### Histoire du centre

#### La création du centre national Jean-Moulin
C’est au cours d’une exposition commémorative du 20e anniversaire de la libération de la ville de Bordeaux organisée en 1964, que germe l’idée de la création d’un centre consacré à la Seconde Guerre mondiale. Le centre naît d’une rencontre entre Jacques Chaban-Delmas, alors maire de Bordeaux et une ancienne résistante, Geneviève Thieuleux. Celle-ci vient présenter en avril 1965 une collection rassemblée pendant ses années de résistance à l’ancien délégué militaire à la libération. Cette collection constitue le fonds du futur centre national Jean-Moulin. Le 14 mars 1966, le conseil municipal de Bordeaux décide de la création d’un centre de documentation adossé au service des archives de la ville dont l'organisation est confiée à Geneviève Thieuleux. Le centre national Jean-Moulin ouvre ses portes le 4 février 1967 rue des Frères Bonie, en présence de nombreuses personnalités de la résistance, qui soulignent à l’instar de son fondateur : « Le privilège qu’a Bordeaux de posséder désormais ce haut lieu de souvenirs. Le centre a pour mission d’assurer la transmission de la mémoire de ceux qui ont combattu l’occupant nazi et de ceux qui en ont été victimes. » Très vite, l’espace qui est réservé au centre devient trop étroit à cause d’une accumulation rapide de sources : « [...] nous avons entassé des trésors de documentation. Celle-ci nous arrive de tous les coins de France et plus particulièrement des plus hautes personnalités de la Résistance, du BCRA de Londres, des Forces françaises libres, des camps de déportation, sans oublier de simples combattants de l'ombre. » Le centre est rénové en 1972, mais à la suite de son indépendance face aux archives municipales, il est finalement transféré dans l’ancien immeuble de la Caisse d’épargne de Bordeaux en 1981, sur décision de Jacques Chaban-Delmas. Situé à l’angle de la rue Vital-Carles et de la Place Jean-Moulin, ce nouvel immeuble permet un agrandissement du centre et une meilleure visibilité.
Le 9 mai 1982, le centre accueille le Président de la République François Mitterrand alors en visite officielle à Bordeaux. Il devient également le siège du comité national Claude-Bonnier créé dans ses locaux le 18 janvier 1984 et celui de l’institut Jean-Moulin fondé le 6 octobre 1986.
En 1990, Geneviève Thieuleux part à la retraite et est remplacée par Anne-Marie Pommiès.

#### Les principaux acteurs
Le centre national Jean-Moulin a vu le jour grâce à la participation active de personnalités bordelaises. Geneviève Thieuleux, ancienne étudiante en recherche de laboratoire en hématologie, intègre lors de la Seconde Guerre mondiale l’Hôpital Saint-André de Bordeaux, alors quartier général du groupe de Résistance « Tête ». Dès novembre 1943, le groupe sous l’impulsion du docteur Jean Poinot, Chef régional du Renseignement, devient l’un des piliers principaux de la Résistance française. Geneviève Thieuleux en est une membre active : « J'avais pour rôle de :
- diriger les "patrons clandestins" jusqu'au bureau du docteur Poinot ou de l'abbé Lasserre, aumônier de l'hôpital et attaché à l'état-major régional de l'armée secrète ; pour ne nommer que les principaux : [...]. Bien entendu, je ne connaissais ni leur nom, ni leur fonction ;
- dactylographier des messages du chef des renseignements pour Londres et Alger ;
- aider dans des anesthésies et même dans quelques interventions de chirurgie clandestines[5]. »

Le 22 décembre 1967, elle effectue un important don de documents historiques à la ville de Bordeaux. Sa rencontre avec Jacques Chaban-Delmas démontre l’enthousiasme de celui-ci à l’égard d’un centre qui accueillerait ce fonds : « Je dois dire que la collection est très importante et à certains égards, elle est même unique. De la part de Mlle Thieuleux, c'est un acte de foi dans le combat de naguère et d'estime et d'affection pour la ville de Bordeaux. Je crois non seulement que nous devons accepter cette donation, mais en savoir profondément gré à la donatrice. Je pense d'ailleurs qu'il est souhaitable, et je vais m'efforcer de résoudre ce problème, que ce véritable petit musée qui est désorganisé, puisse avoir une existence durable. » En effet, Jacques Chaban-Delmas s’était également engagé dans la résistance: par la suite, il accolera définitivement son nom de clandestin à son patronyme familial. Il est également élu président d’honneur de l’association des Amis de Jean Moulin lors de sa création officielle le 17 juin 1974.
Si les noms de Thieuleux et Chaban-Delmas sont ceux qui sont le plus cités comme références à la création du centre, il ne faut pas négliger le rôle d’Anne-Marie Pommiès, fille du célèbre résistant André Pommiès, lors de sa reprise du centre qui suit le départ en retraite de Geneviève Thieuleux.

#### Vocation pédagogique et rôle de l'association nationale des Amis de Jean Moulin
L’association nationale des Amis de Jean Moulin a été créée le 17 juin 1974 et son siège se trouve à Bordeaux (au même endroit que le centre national Jean-Moulin). La figure de Jean Moulin a été choisie pour évoquer l'unification de la mémoire de la Résistance, volonté première de l'association. Les membres fondateurs sont Laure Moulin, Jacques Chaban-Delmas (dont il est président d'honneur), certains compagnons de Jean Moulin et d'anciens résistants. André Delage a été le premier président national. L'association est toujours active aujourd'hui et organise notamment, en partenariat avec le ministère de la Défense, la cérémonie annuelle en hommage à Jean Moulin au Panthéon, chaque 17 juin (date correspondant à son premier acte de résistance en 1940).
L'association a pour volonté de rendre hommage à Jean Moulin et d'assurer la pérennité de la mémoire de la Résistance. Pour cela, elle s'appuie dès sa création sur le centre national Jean-Moulin de Bordeaux et accompagne les actions de la conservatrice Geneviève Thieuleux. Le centre a en effet une vocation pédagogique car il a une double fonction : centre de documentation rattaché aux archives et musée. De plus, ses collections sont particulièrement adaptées à l'apprentissage et la recherche car elles sont constituées de documents authentiques, d'archives, de témoignages d'époque. L'association et la conservatrice travaillent tous deux à l'enseignement de l'histoire de la Seconde Guerre mondiale auprès des scolaires : ils écrivent aux enseignants, leur proposent des visites thématiques ou des conférences et mettent à leur disposition les archives. Geneviève Thieuleux a d'ailleurs réalisé des albums à partir des archives pour pouvoir les consulter plus facilement. L'association fait créer des maquettes reconstituant des batailles importantes des groupes de résistants qui servent de supports d'explications historiques. « Notre enseignement aux générations qui montent est un devoir. Celui-ci n'a pas pour but d'entretenir de vieilles querelles ni de faire naître la haine, mais bien au contraire de préparer un avenir pacifique par un rappel très opportun du passé, de ses gloires, de ses souffrances et de ses désirs de paix, autant de pierres pour construire l'avenir. (André Delage, président national de l'association nationale des Amis de Jean Moulin, 1979). » « L'éducation devra-t-elle donc toujours utiliser la méthode de la répétition ? Le centre national Jean-Moulin utilise la vertu pédagogique de l'exemple. (Jean-Claude Martin, recteur de l'Académie de Bordeaux 1981-86) »

#### Le centre depuis sa reprise par le musée d'Aquitaine
La gestion du centre national Jean-Moulin est transférée au musée d'Aquitaine en 2006.
Aujourd’hui, il est composé d’un parcours permanent sur la Seconde Guerre mondiale et d’un espace destiné à des expositions temporaires. Les collections sont consacrées à la Résistance, à la Déportation et aux Forces Françaises Libres. La visite des collections peut être organisée sur rendez-vous.
Le centre de documentation, composé de nombreux ouvrages accessibles au public et aux scolaires, renseigne sur ces mêmes sujets. Il met également à disposition des fichiers sur des thèmes variés à disposition des enseignants, des chercheurs, des étudiants ou de toute personne qui en fait la demande. Une documentaliste peut aider le public dans ses recherches. Le centre de documentation peut fournir de l’aide à la recherche en collaborant avec des chercheurs.
Le centre national Jean-Moulin édite également des ouvrages, par exemple des monographies sur Jean Moulin, De Lattre de Tassigny ou René Cassin.
Enfin, le centre national Jean-Moulin travaille au devoir de mémoire en collaborant avec les associations de résistants ou de déportés. Un service éducatif permet de continuer cette mission auprès des scolaires. Dirigé par un professeur d’histoire, ce service propose des visites et peut assister les enseignants pour traiter du sujet en classe, notamment en leur fournissant des documents ou en préparant les élèves pour le Concours National de la Résistance et de la Déportation. Des rencontres entre les scolaires et des anciens résistants ou déportés sont également organisées.

### Espace et muséographie du centre aujourd'hui

#### Histoire de l'édifice
Le centre se trouve dans l’ancien bâtiment de la Caisse d’épargne de Bordeaux. Ouverte en 1819, est la seconde fondée en France après celle de Paris en 1818. Elle a été déplacée dans un bâtiment qui a été construit en 1846-1847 spécifiquement pour la banque sur des plans de l’architecte Henri Duphot. La commune est propriétaire de l’édifice. Par la suite, en 1907, des modifications sont apportées par Mialhe, avec notamment l’ajout de balcons.

#### Quartier "stratégique" et lieu emblématique
Bordeaux est une ville d’importance durant la Seconde Guerre mondiale.  Pour la troisième fois de l’histoire de France, Bordeaux devient capitale le 14 juin 1940. Plus d’un millier de fonctionnaires s’installent dans le centre et la place Pey Berland  devient le lieu du commandement exécutif pour quelques jours seulement. Lorsque le maréchal Pétain arrive au pouvoir, la ville de Bordeaux est déclarée comme libre et le gouvernement est déplacé à Vichy. Le 1er juillet 1940, Bordeaux est occupée par les Allemands. Le quartier dans lequel se trouve le centre actuellement a donc été marqué par la présence allemande. L’histoire de la Seconde Guerre Mondiale et de la résistance est portée à différents degrés par le centre.
Le rayonnement du centre est régional et national en raison de son unicité. Il est l’un des premiers à voir le jour et à traiter plus particulièrement de la Résistance durant la Guerre. Il y a d’autres centres tels que le Centre d'histoire de la résistance et de la déportation à Lyon, mais ils ne forment pas de réseau, ils sont tous indépendants.
Le centre national Jean-Moulin de Bordeaux connaît une renommée internationale et bénéficie de nombreux dons de collections privées du monde entier. C’est certainement dû à son caractère historique et aux acteurs-clés qui l’ont fondé.
Aujourd’hui, outre le fait qu’il soit musée et centre de documentation, le centre a été choisi comme lieu symbolique. Le 27 septembre 2016, 30 volontaires ont signé leur contrat d’engagement pour l’armée de terre dans le centre. Une cérémonie symbolique en présence du directeur du centre, Christian Block. Par cette cérémonie, la ville de Bordeaux donne un rayonnement important au centre. Le thème de la Résistance est vu comme une inspiration pour l’armée actuelle et les nouvelles recrues. C’est un édifice porteur de mémoire mais il est également présent dans le paysage des questionnements contemporains.

#### Description de l’espace muséographique

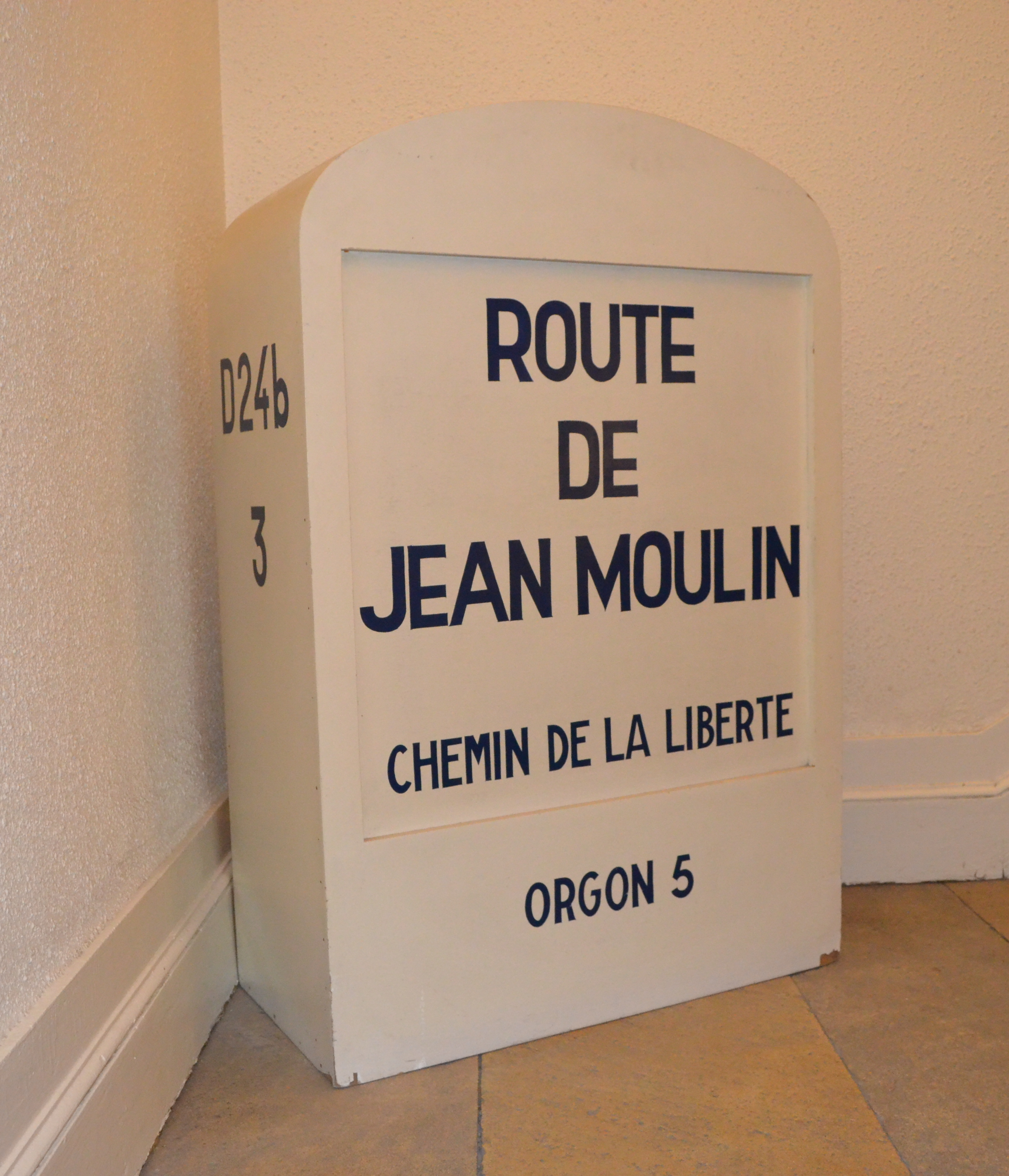
La route de Jean Moulin (borne) dans le musée.

Le déménagement du centre national Jean-Moulin dans les locaux de la Caisse d’épargne fut bénéfique en de nombreux points pour la répartition spatiale des collections présentées. En effet, le nouvel immeuble offre 1 100 m2 d’espace d’exposition, répartis sur trois étages.
Malgré le nom qui est donné au centre, le musée n’est pas seulement “biographique”. Au contraire, celui-ci entend présenter au public de nombreux témoignages, à la fois historiques et artistiques, sur des thèmes particulièrement variés concernant la Seconde Guerre mondiale. Ainsi, la muséographie aborde autant les thématiques principales que des œuvres d’artistes ayant un lien avec le contexte historique. Sans oublier un hommage à la figure de Jean Moulin, par le biais d’objets lui ayant appartenu.
L’organisation des trois étages est thématique. L’entrée au rez-de-chaussée donne sur un niveau entier consacré au contexte de la Seconde Guerre Mondiale. Il s’agit de l’espace le plus fourni, puisque les collections exposées sont autant d’objets, d’archives ou de journaux d’époque qui entendent illustrer à la fois des moments-clés et des thématiques phares liées au conflit. L’organisation interne de ce niveau est donc chrono-thématique, le but étant de fournir un panorama le plus complet possible de ce contexte si particulier.
Le premier étage accueille un lieu d’exposition temporaire à la scénographie plus contemporaine que celle du niveau précédent. Dans un espace plus aéré et plus intimiste, le centre national Jean-Moulin entend accueillir des expositions temporaires elles-mêmes très variées, et ce de façon régulière. Par ailleurs, jouxtant cet espace, une salle consacrée à la Déportation est présentée, comme pour isoler ce thème particulier de l’abondance des objets exposés au rez-de-chaussée.
Se trouvent enfin au second étage les bureaux du personnel attaché au musée ainsi qu’un espace permettant de donner l’accès aux documents d’archives à des chercheurs qui en feraient la demande. De plus, cet étage abrite aussi le bureau personnel de Jean Moulin, ainsi qu’un bateau placé au milieu d’une cour intérieure. La muséographie envahit donc l’ensemble de l’immeuble, permettant ainsi aux visiteurs d’être imprégnés de l’histoire d’un homme mais aussi de tout un contexte historique dont nous héritons aujourd’hui.

## Les collections du centre national Jean-Moulin

### Histoire des collections
Créé en 1967, le centre national Jean-Moulin constitue la première institution consacrée à la Résistance en France. À ses débuts il est surtout question d’un centre de documentation nationale et régionale sur la Seconde Guerre mondiale, ainsi que le présente elle-même Geneviève Thieuleux, qui en est le conservateur de 1967 à 1990. La vocation de ce centre est de transmettre la mémoire et les valeurs de la Résistance aux jeunes générations, afin que celles-ci ne se perdent pas avec la disparition physique de leurs témoins. Il apporte dès lors une contribution précieuse à l’enseignement et à la recherche, d’autant qu’il s’agit alors du seul centre d’archives ouvert au public en France et ce grâce à la volonté de Jacques Chaban Delmas, membre actif de la Résistance (notamment pendant la libération de Paris) et alors maire de Bordeaux. Étant donné que ces archives ne pouvaient pas être dévoilées avant 1997, sous couvert du secret en raison de leur caractère sensible, Geneviève Thieuleux s’est employée à réaliser des albums historiques permettant de prendre connaissance de cette période troublée en partant d’une base sérieuse.
Les collections sont elles présentées sur trois niveaux et abordent l’histoire de la Résistance (nationale et locale), de la Déportation et des Forces Françaises Libres. Les objets qui y sont exposés sont de nature extrêmement diverse : affiches, cartes, œuvres d’art, objets d’époque (armement, équipement militaire, véhicule...), photos... On peut également y voir le bureau de Jean Moulin. Dans sa thèse, Henning Meyer les qualifie «d’objets de mémoire».
Les entrées du fonds se font de manière tout aussi diversifiée: achats, dons, legs, prêts ;  quoiqu’une grande part soit à imputer aux dons et ce dès l’origine. En effet, les premiers éléments de la collection proviennent notamment de l’exposition, organisée en 1964 à la Bibliothèque Municipale, sur l’histoire de la Seconde Guerre mondiale pour le vingtième anniversaire de la Libération à Bordeaux . Les documents et objets alors présentés sont la propriété de Geneviève Thieuleux. Lorsque germe l’idée de créer un musée et que le maire en confie la direction à cette dernière, celle-ci transmet ladite collection par don à la ville de Bordeaux. Cette libéralité est actée en séance du conseil municipal le 22 décembre 1967. Par ailleurs, Laure Moulin, avait alors également choisi de confier au centre une collection de la production artistique de son frère, Jean Moulin. Afin d’enrichir ce fonds d’autres objets et documents à exposer, anciens combattants, témoins et associations ont également été sollicités par les équipes du musée. L’ensemble de ces éléments ont ainsi constitué le contenu de l’exposition inaugurale du centre le 4 février 1967. Encore aujourd’hui les dons faits au centre demeurent conséquents d’autant que celui-ci bénéficie d’une renommée internationale.
Les acquisitions se font également par le truchement du Fonds régional d’acquisition des musées, plus connu sous l’acronyme de FRAM. Créé en 1982 à l’initiative de l’État, le FRAM permet de « soutenir et encourager les collectivités dans la politique d’acquisition des musées » et ce en participant à l’achat d’une œuvre jusqu’à 50 % de son prix.  Le FRAM Aquitaine a notamment permis l’acquisition d’un buste en bronze du Général de Gaulle datant de 1943.
Les expositions temporaires bénéficient aussi du concours de collectionneurs privés à l’image de l’exposition  « Propagande ! Affiches en temps de guerre – 1939-45 » qui s’est tenue du 13 octobre 2015 au 2 octobre 2016 et qui a permis de présenter au public un grand nombre d’affiches réunie et mises à disposition par M. Vincent Caliot.
Quoi qu’il en soit, chaque nouvelle entrée nécessite l’aval d’une commission d’acquisition. La grande richesse de ce fonds nécessite une maintenance appuyée. Aujourd’hui et à la suite d'un processus entamé il y a 10 ans déjà, le centre a pu procéder au récolement de 95 % de sa collection. La gestion se fait de manière informatisée grâce au logiciel Micromusée.

### Typologie des collections
Les équipements militaires/résistants : le centre national Jean-Moulin dispose d’une riche collection d’objets liés à la Résistance et aux équipements militaires, constitutifs de la Seconde Guerre mondiale. Ces objets et documents sont alors à considérer comme des « objets de mémoire », issus de la guerre, transmis et conservés par des témoins, qui ont pu en faire don au centre, ou simplement les prêter. Ces expositions ne font cependant pas l’objet d’une réelle muséographie, ils sont dispersés sur les trois niveaux consacrés à l’exposition permanente. Elle se divise en différents espaces, ayant vocation à retracer l’histoire de la Seconde Guerre mondiale sous différents aspects. La présentation des collections militaires traitent successivement des différents thèmes représentatifs de la Seconde Guerre mondiale. Ainsi sont évoquées les thèmes de la Résistance, la presse, la vie militaire, le débarquement et la déportation.
Un premier espace est consacré au rôle de la presse dans la guerre, qu’elle soit résistante ou officielle. Une ancienne presse résistante est exposée pour rappeler le travail des résistants dans la diffusion de l’information et des risques encourus. Un autre espace est lui consacré à l’occupation allemande à Bordeaux, pendant la guerre, symbolisée par des drapeaux et affiches. D’autres espaces au rez-de-chaussée sont consacrés à la vie militaire grâce notamment à des éléments constitutifs des équipements tels que des radios, des casques ou des armes. La visite de ce niveau se termine par l’espace consacré au débarquement, illustré par une maquette, des uniformes de soldats ou des armes. Au premier étage, se trouve un espace consacré à la déportation. Y sont exposés, entre autres, des uniformes de déportés et des objets personnels leur ayant appartenu (vêtements de poupée, calots, écuelles …).
Parallèlement, des objets emblématiques sont exposés, permettant d’illustrer la guerre et le quotidien de ses acteurs. C’est ainsi que trône au rez-de-chaussée du centre un rare exemplaire d’une mobylette utilisée par les résistants ; également l’exemplaire d’une Jeep rappelant le débarquement américain sur les plages de Normandie. Néanmoins l’expôt le plus important de cette collection se situe au dernier niveau du centre. Il s’agit du navire le « s’ils te mordent » utilisé par des résistants afin de rejoindre le Général De Gaulle à Londres.
Les archives et la documentation : le centre national Jean-Moulin présente également, dans ses espaces d’exposition, une riche documentation témoignant de l’histoire de la Résistance en France, et plus particulièrement de son déroulement dans la région bordelaise. Le centre possède ainsi une grande série de photos parmi lesquelles se trouvent des images inédites du débarquement de Normandie et de la libération de Paris, ainsi que les portraits de quelques grandes personnalités liées à la Résistance, dont Jean Moulin et Charles de Gaulle. De nombreuses archives alimentent cette exposition permanente : des journaux, des lettres manuscrites et tapuscrites, des témoignages de guerre, des affiches faisant aussi bien état du mouvement de propagande que de la Résistance et parmi lesquelles se trouvent, également, de nombreux avis préfectoraux. Parmi ces documents, se trouve un manuscrit de Maurice Druon où figurent, notées par le résistant lui-même, les paroles du Chant des partisans. Enfin, le centre est doté d’un très grand nombre de cartes et de plans, particulièrement détaillés, qui relatent les grands mouvements de la Résistance et en souligne les éléments clés de son évolution.
Le mobilier de Jean Moulin : le centre Jean-Moulin est un lieu de mémoire où chaque objet possède son histoire et donne un sens à l’ensemble de la collection. À l’étage, une pièce entière est consacrée à la commémoration de la figure du résistant : son bureau. Cette reconstitution est possible grâce aux dons de Marcelle Sabatier, la nièce de Jean Moulin. Au centre, se trouvent de grands fauteuils de velours vert devant lesquels est posé un bureau. Une armoire ainsi qu’une petite table viennent combler le vide de la pièce. Enfin, des objets, instruments de musique et œuvres d’art ayant appartenu à Jean Moulin complètent le décor. Sur la cheminée trônent les portraits de ses parents : Blanche Élisabeth Pègue et Antoine-Émile Moulin.
Les œuvres d’art : le centre national Jean-Moulin conserve quelques œuvres d’art ayant trait à la Résistance ou à la Libération. Parmi ces collections, on trouve notamment un ensemble appelé "Nuit et Brouillard" de Jean-Jacques Morvan regroupant près de 70 peintures, sculptures, gouaches, fusain, médailles. La structure possède aussi des émaux de l’artiste Raymond Mirande, sculpteur et mosaïste bordelais, traitant de la Déportation. Le centre conserve également des œuvres de Edmond Boissonnet, artiste plasticien de la Seconde École de Paris né à Bordeaux et ayant été mobilisé puis emprisonné durant la Seconde Guerre mondiale. Une majorité de ses œuvres de ces années sont situées dans les collections du musée d'Aquitaine. Enﬁn, on trouve également des dessins caricaturaux réalisés par Paul Matunine sous le pseudonyme de PEM. Ces caricatures politiques furent publiées dans les journaux de l’époque, dont « Aux écoutes », et proposent des illustrations satiriques de discours d’Hitler.

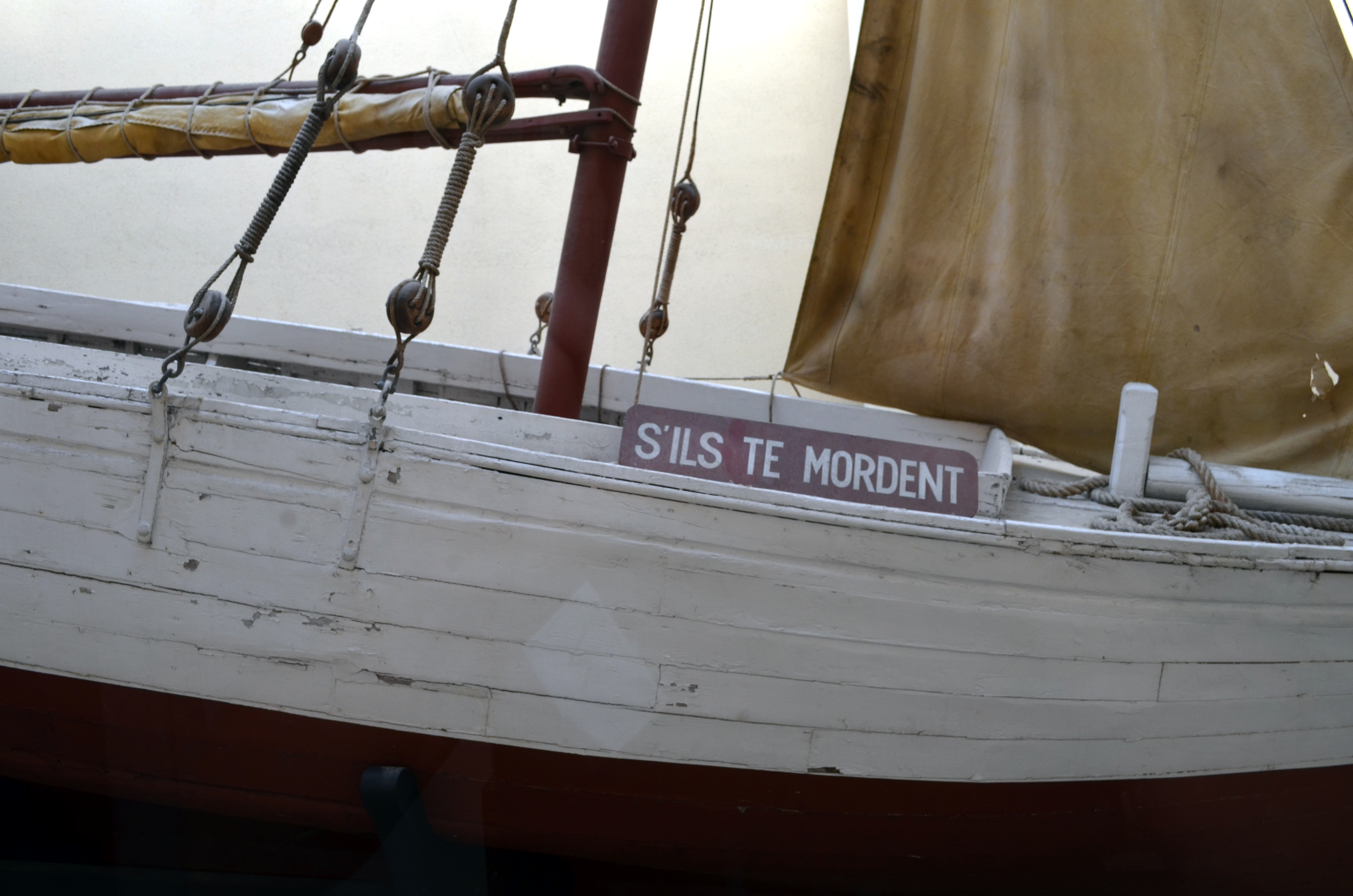
Le S'ils te mordent, un bateau ayant permis à de jeunes Morlaisiens de rejoindre la Résistance
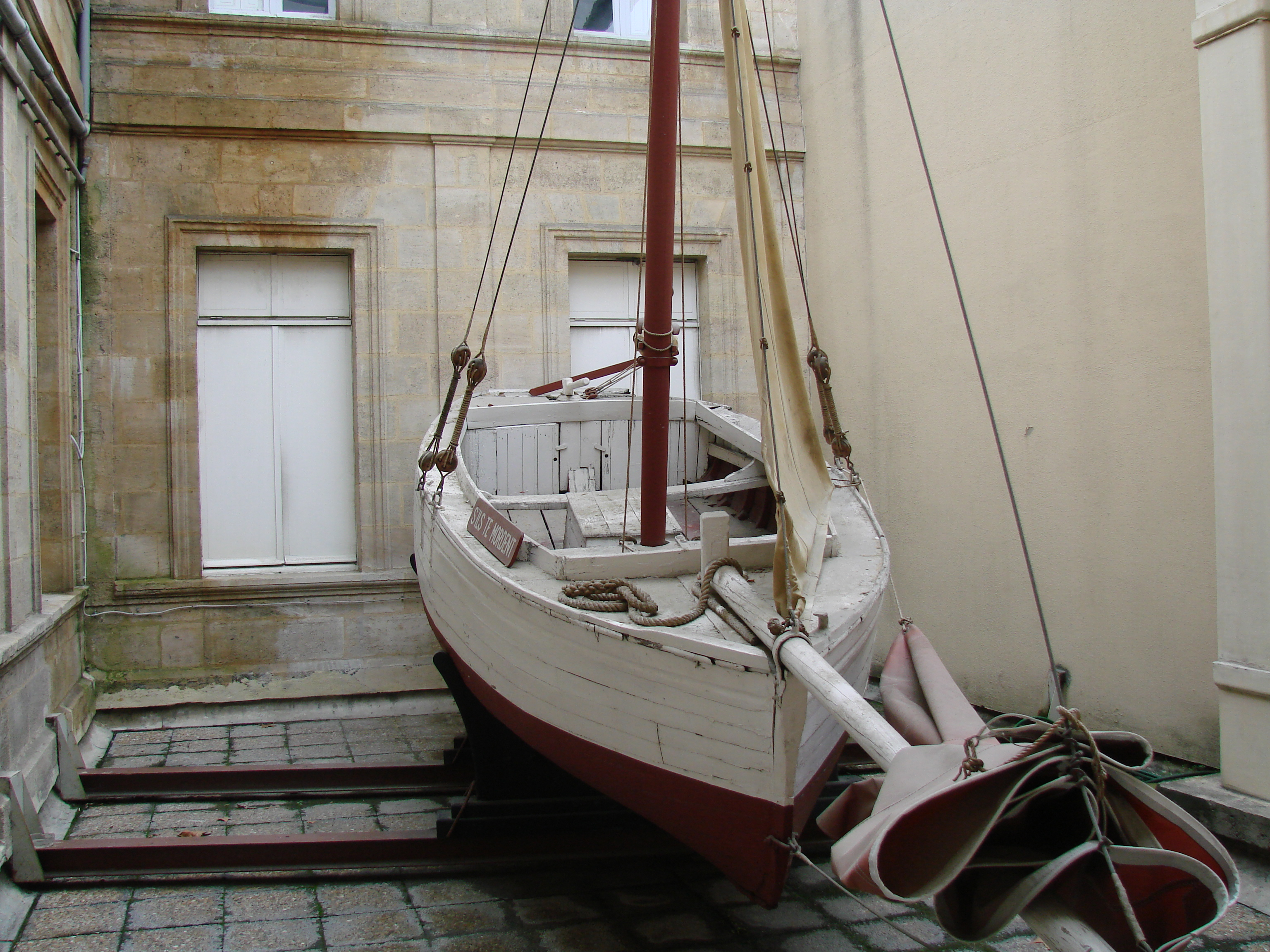
Le S'ils te mordent vu de face
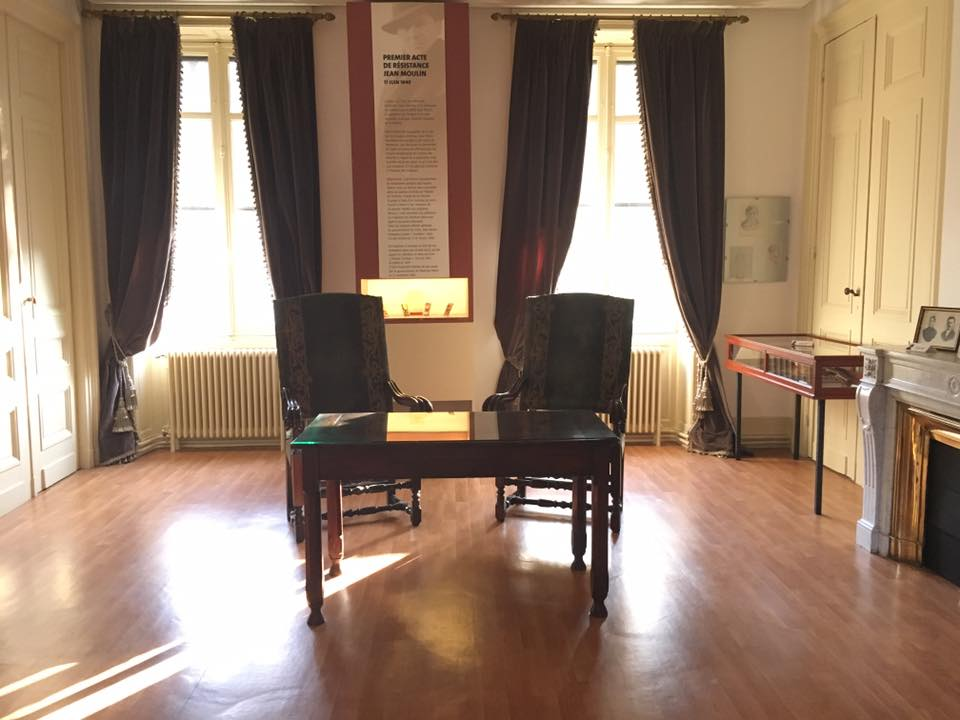
Vue d'ensemble du bureau de Jean Moulin
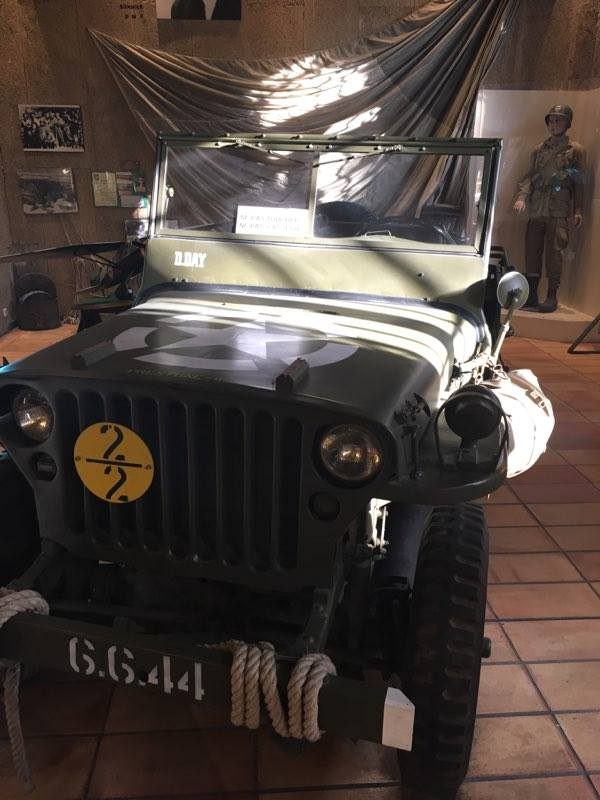
Jeep militaire
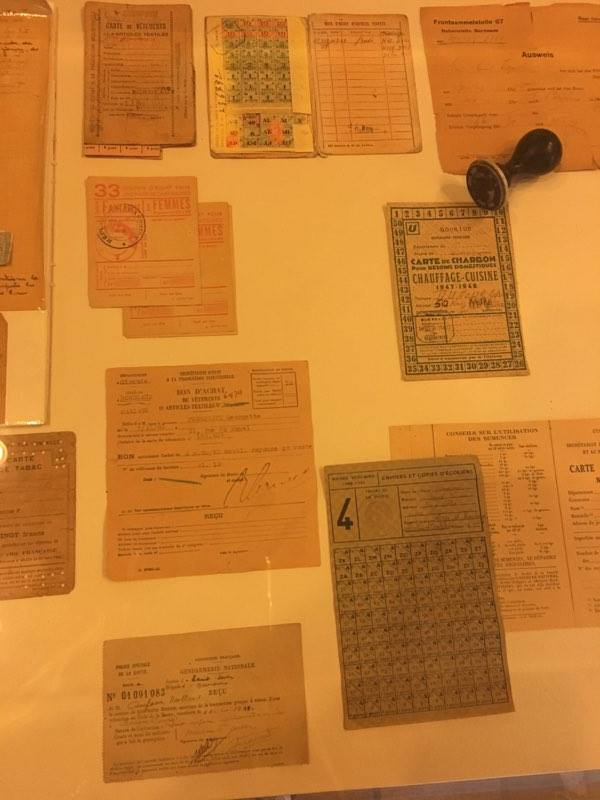
Tickets de rationnement
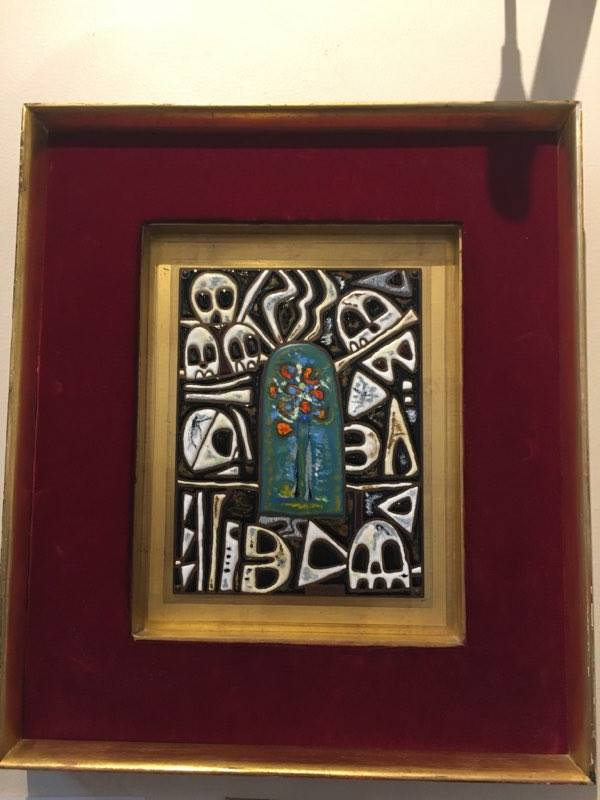
Email conservé au centre national Jean-Moulin
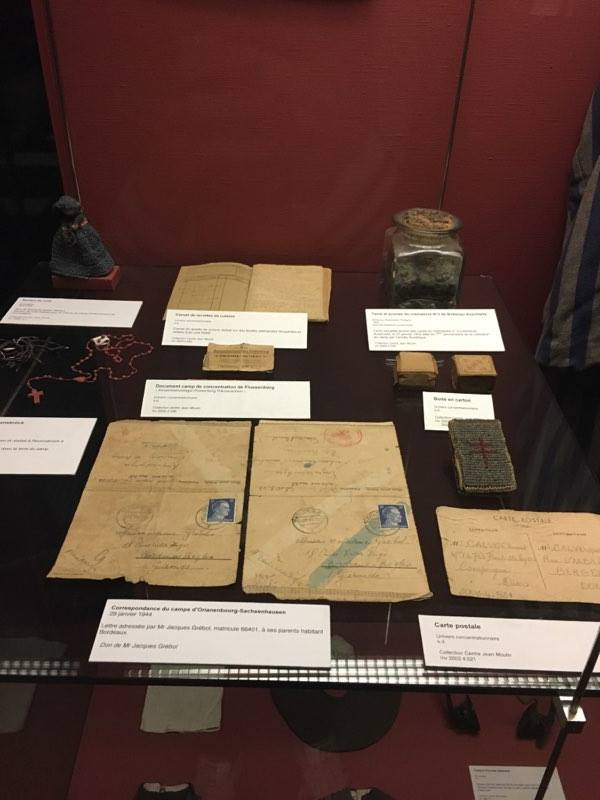
Archives relatives à la déportation
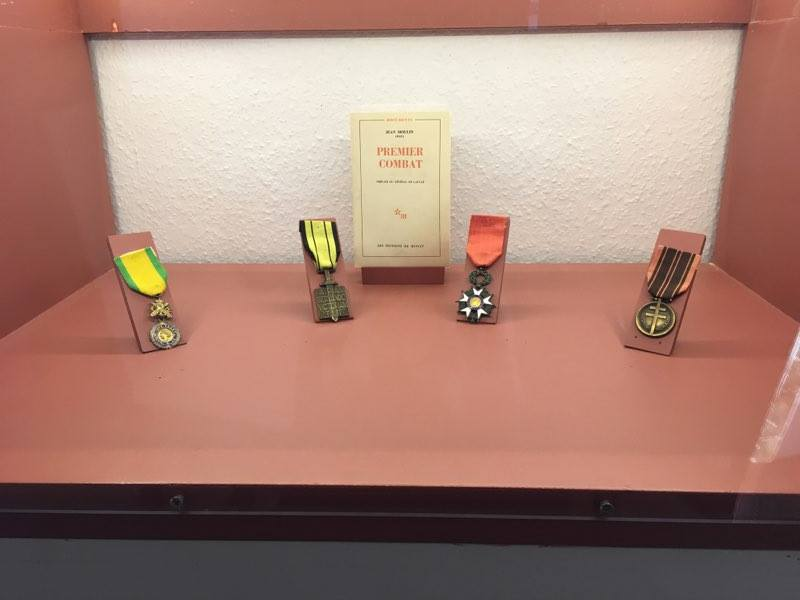
Médailles militaires
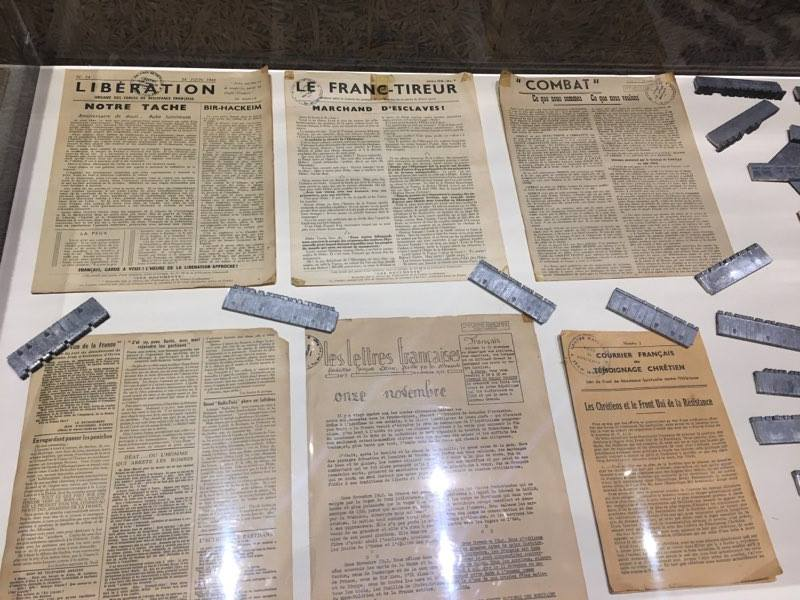
Coupures de presse conservées et exposées au centre national Jean-Moulin
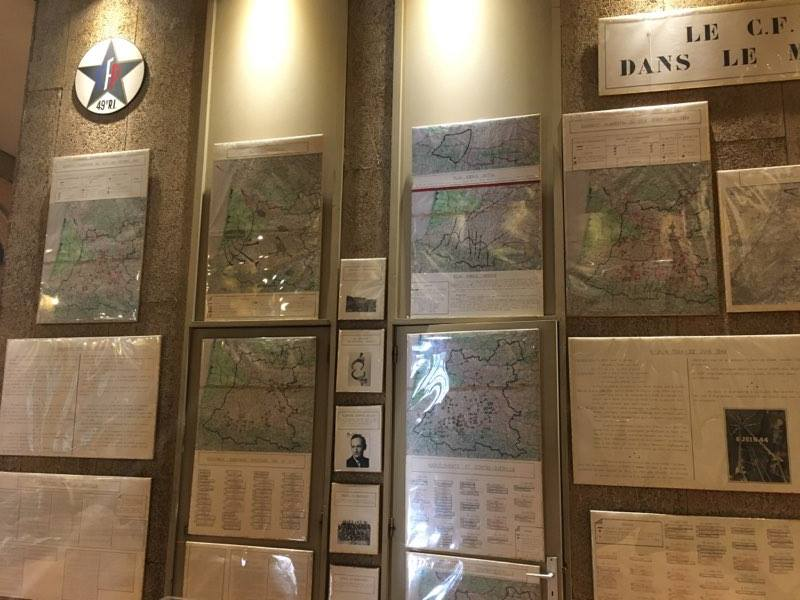
Cartes des actions de Résistance menées par les hommes du commandant Pommiès
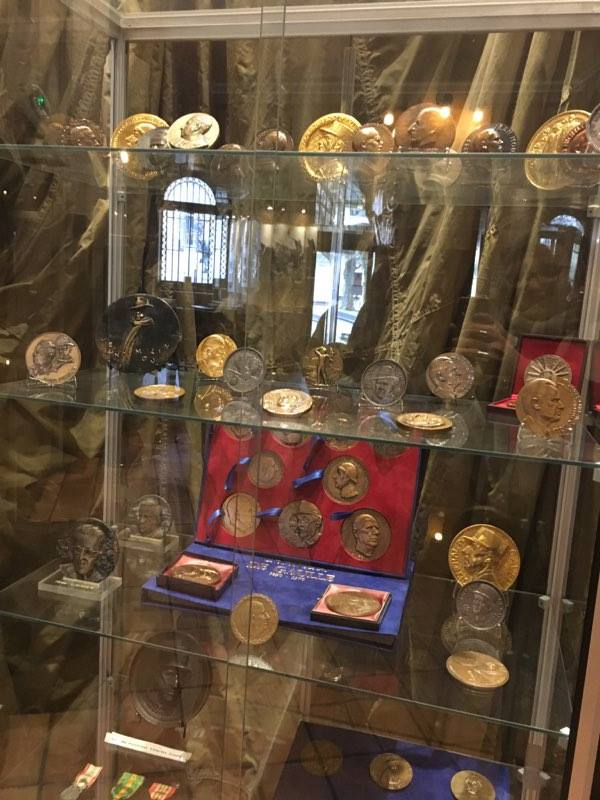
Médailles militaires
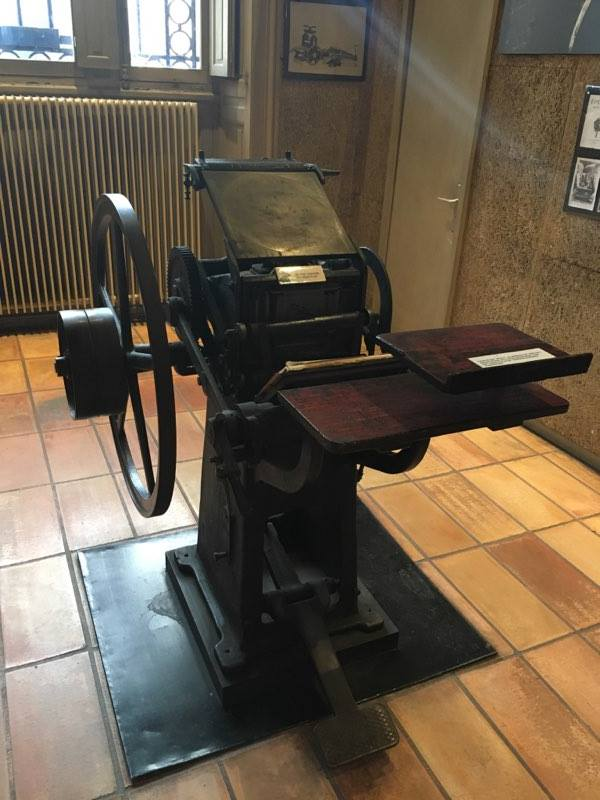
Presse d'imprimerie ayant permis la diffusion d'information entre Résistants
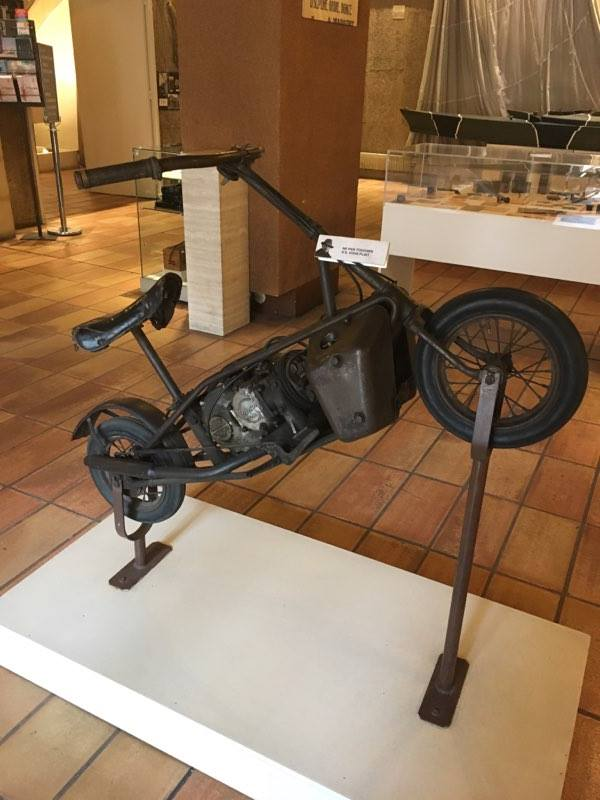
Petite moto ayant servi à la Résistance
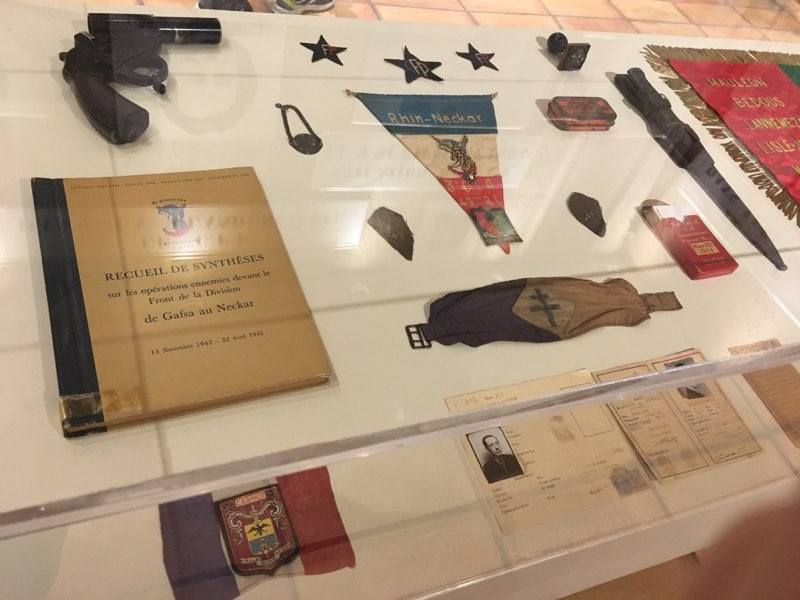
Objets ayant appartenu à des Résistants
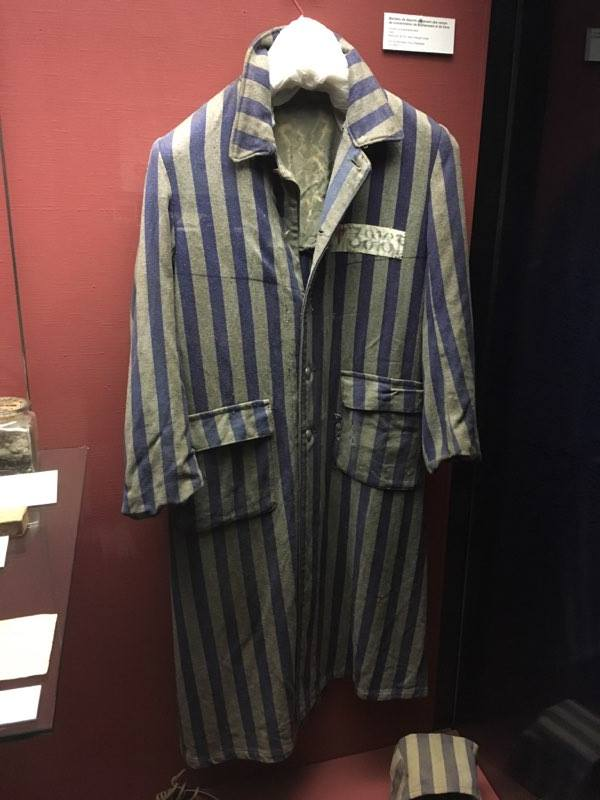
Vêtement de déporté
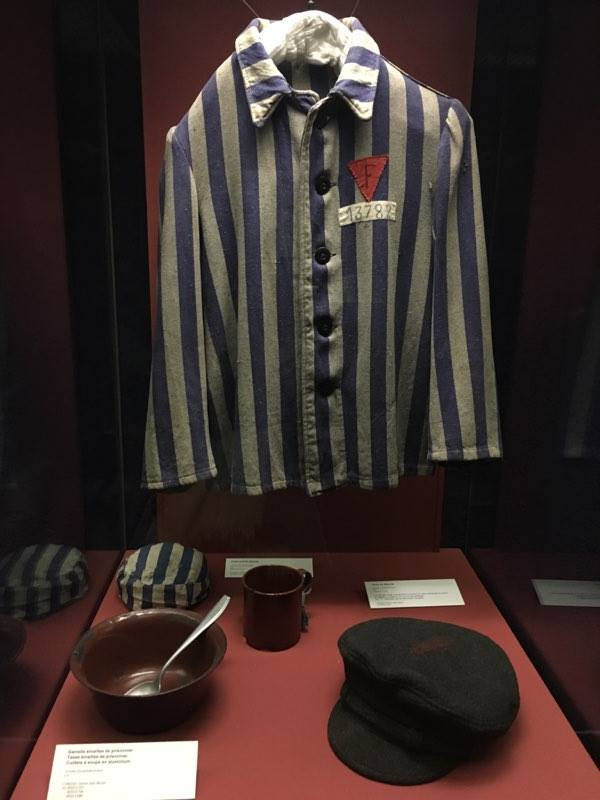
Veste et objets ayant appartenu à un déporté
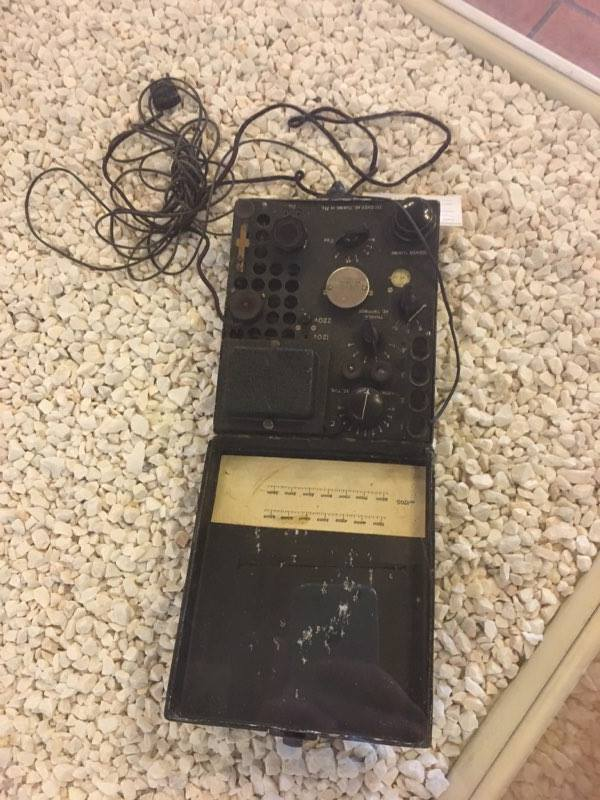
Radio militaire
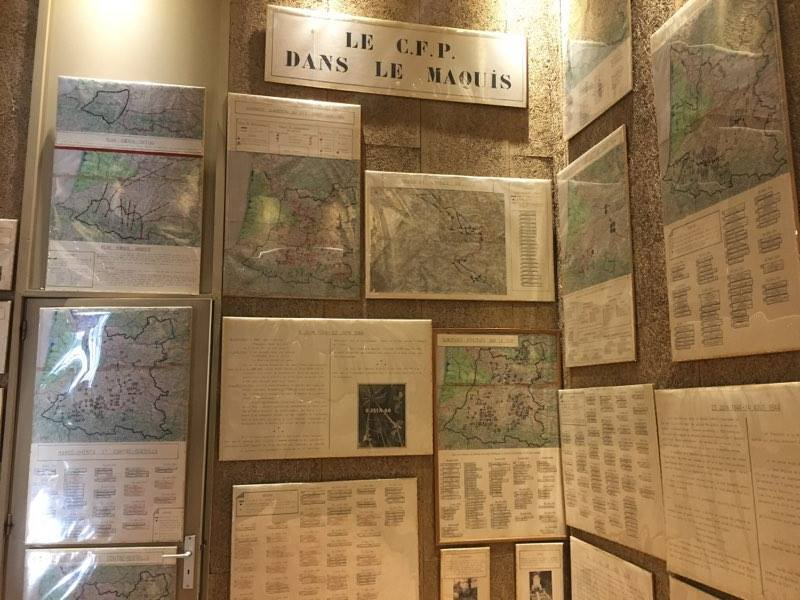
Cartes relatives à des actions de Résistance
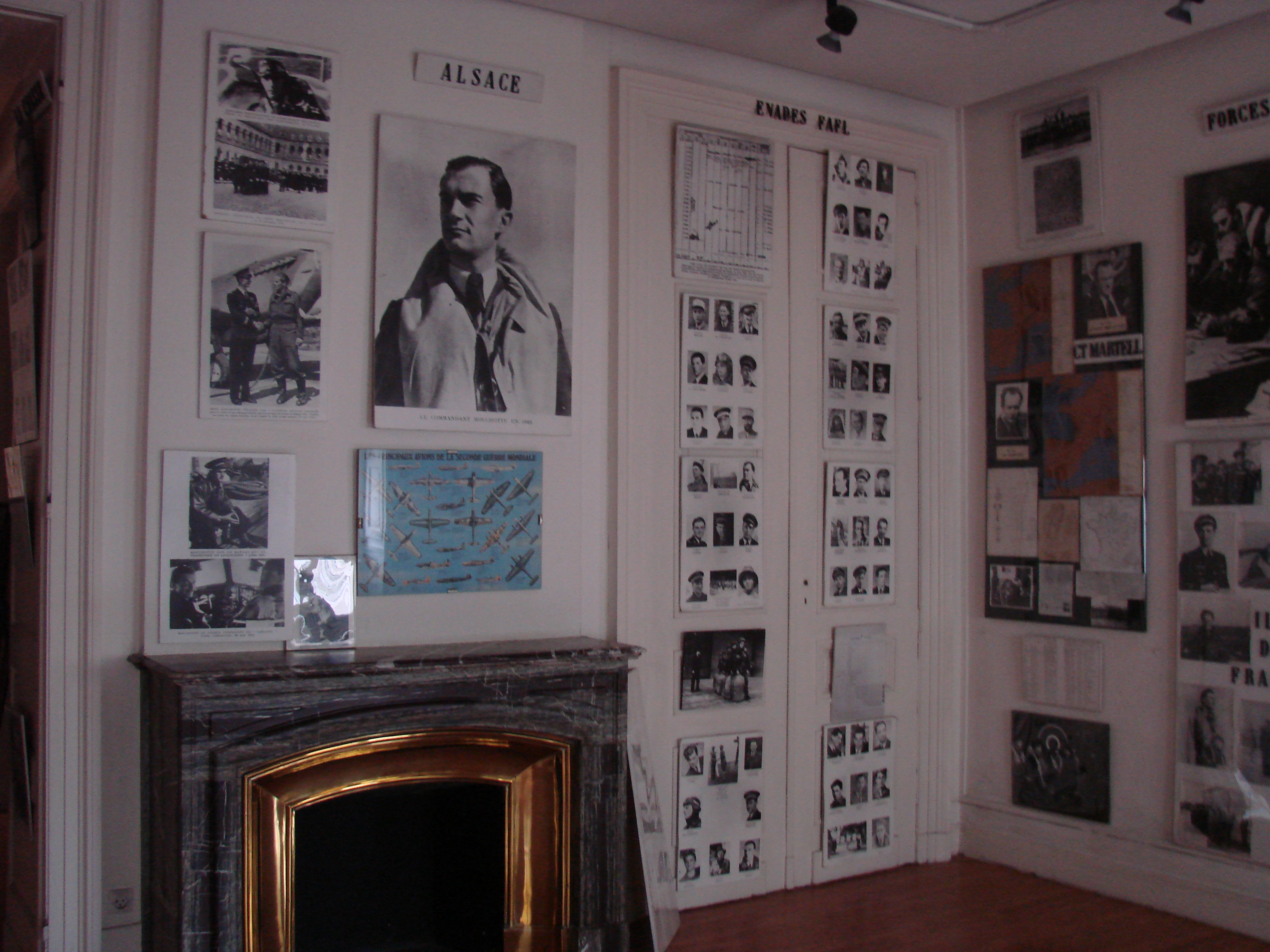
Salle du deuxième étage consacrée aux Forces Aériennes de la France libre
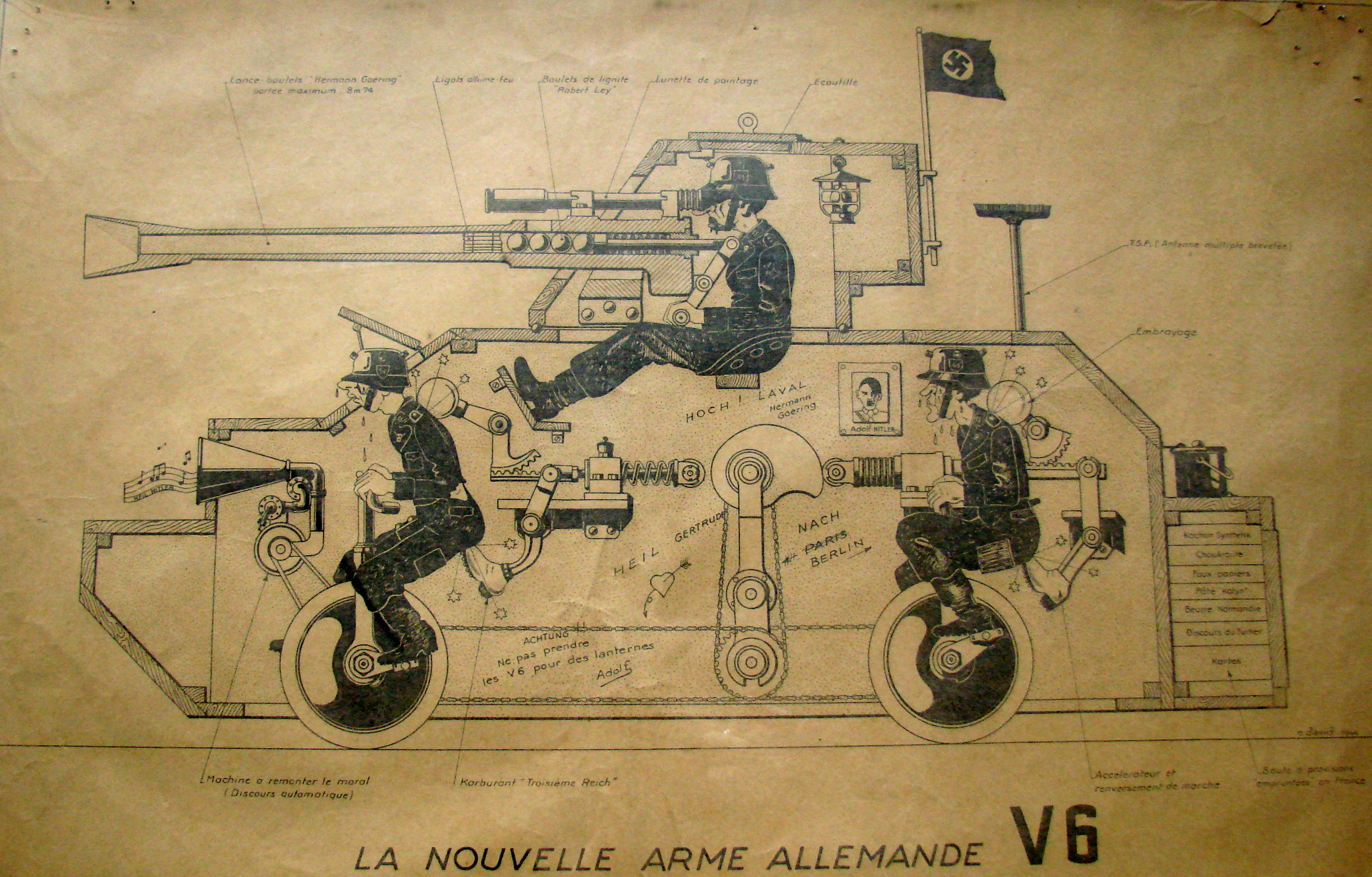
Caricature représentant une arme allemande fictive, le V6
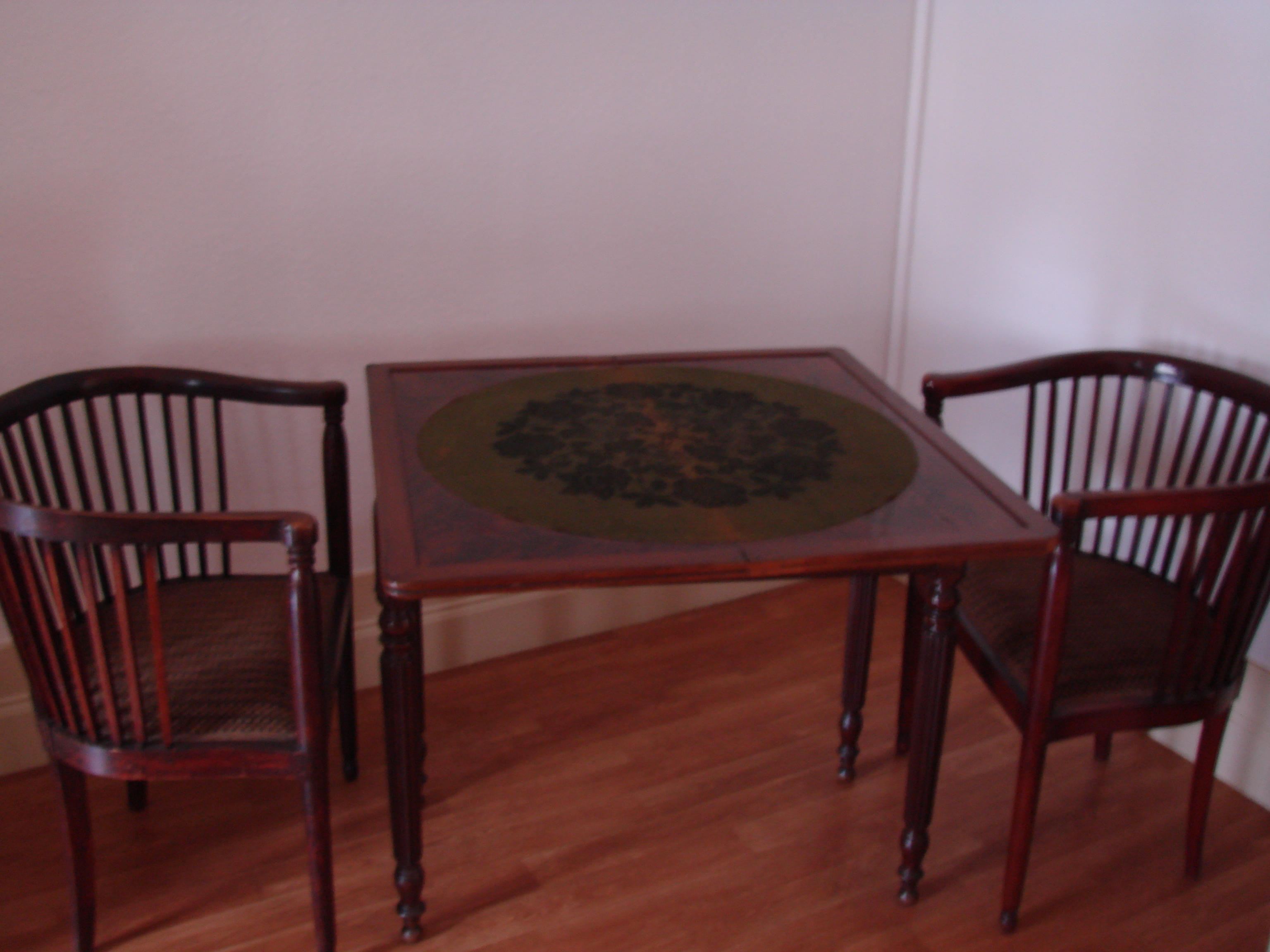
Chaises et table ayant appartenu à Jean Moulin
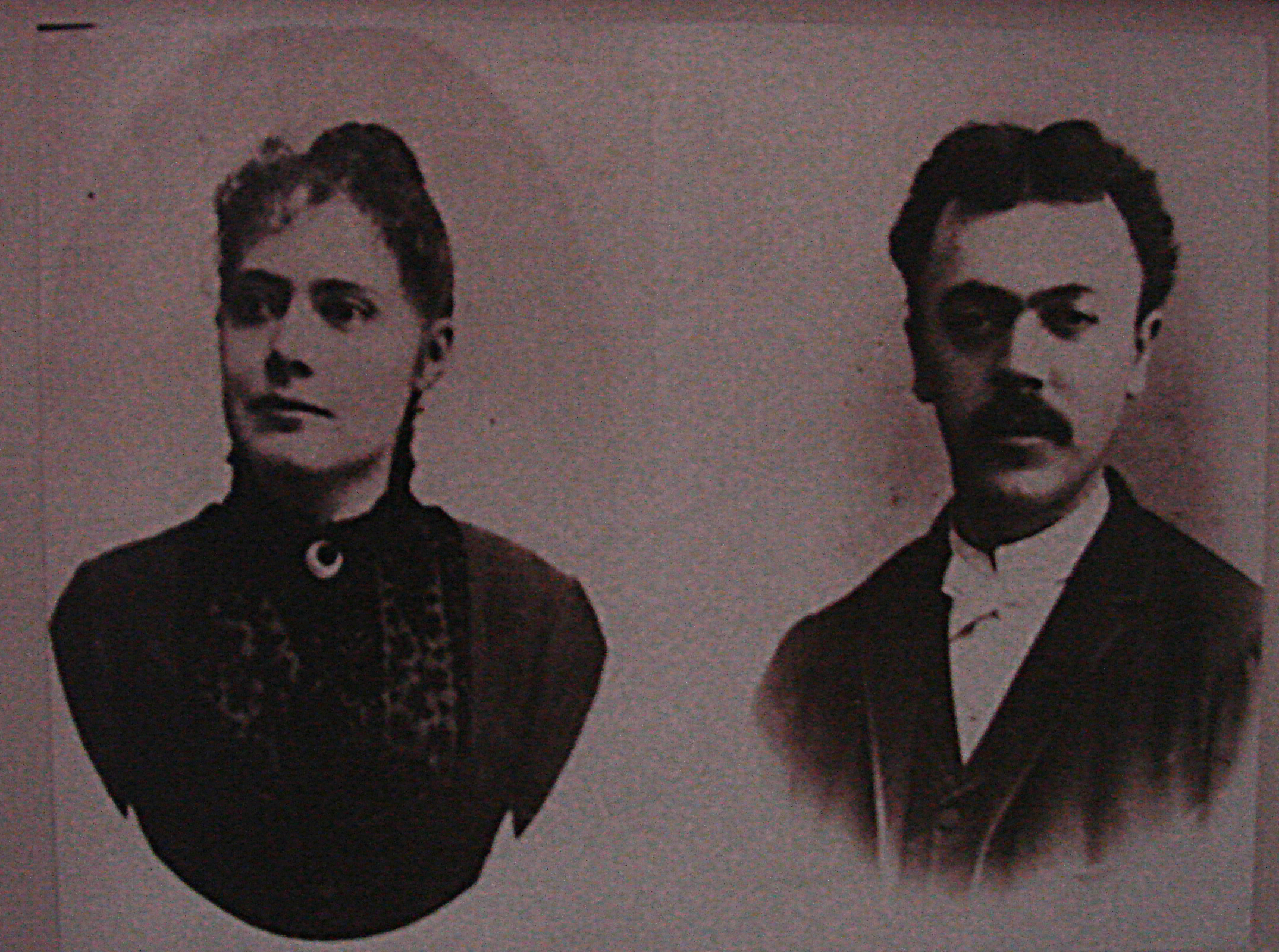
Portrait des parents de Jean Moulin

## Expositions et valorisation des collections

### Expositions

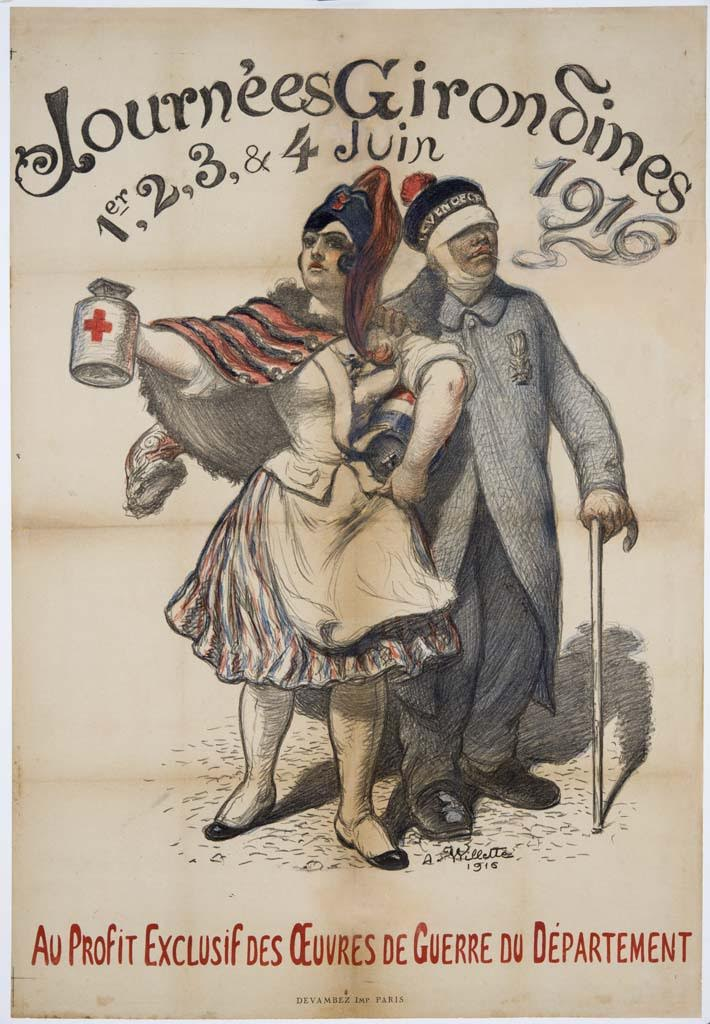
Une des affiches présentées

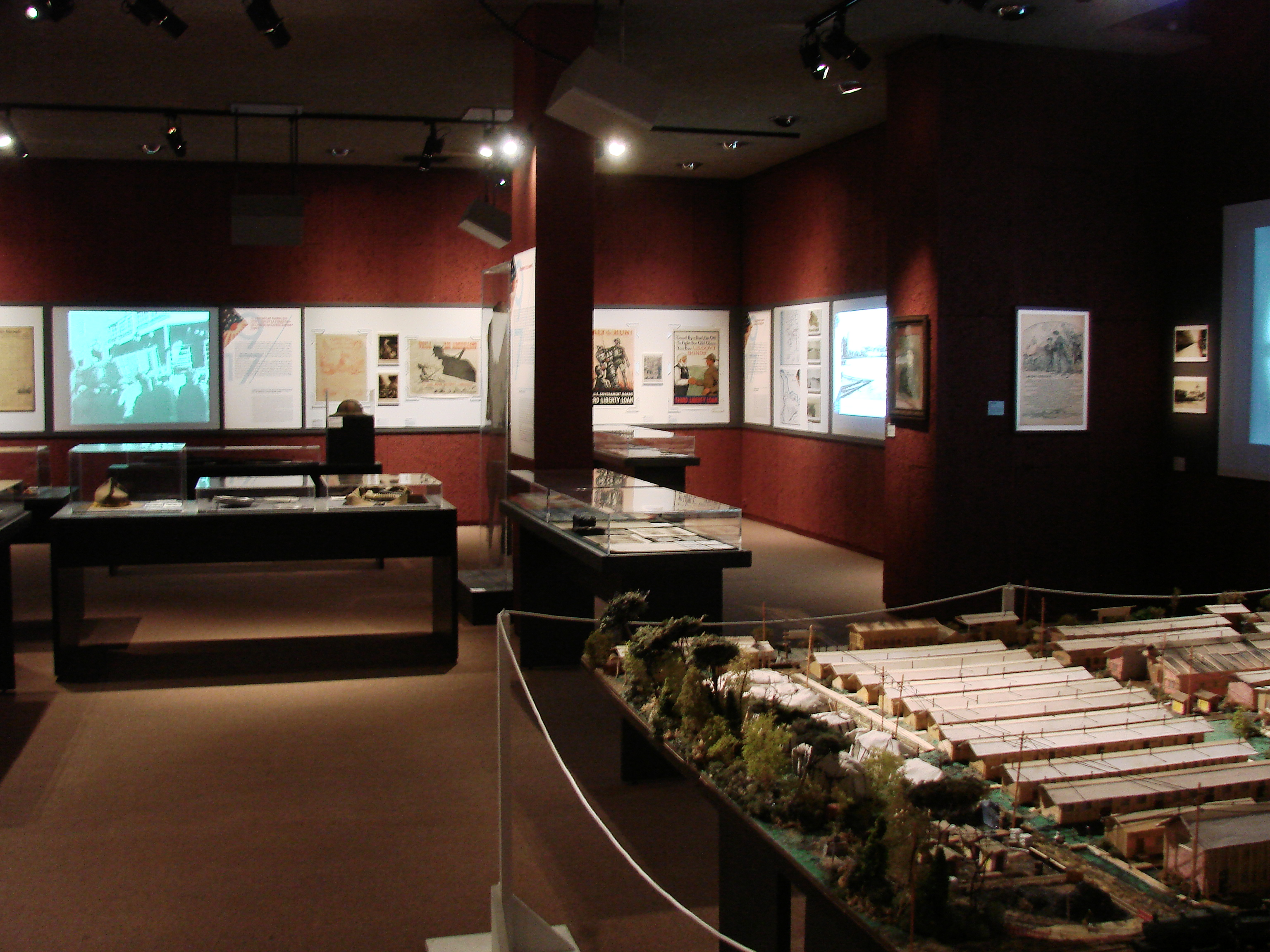
Vue générale de l'exposition

- Santé Garibaldi, mai 2006 à septembre 2007
- Les Cheminots dans la Résistance, 11 octobre 2006 au 28 janvier 2007
- Philippe Leclerc de Hauteclocque, la légende d’un héros, 23 mars 2007 au 27 mai 2007
- Guernica de Lofti Khalifa, 22 juin 2007 - 16 septembre 2007
- Les Jeunesses hitlériennes – De Nuremberg à Oradour, 5 octobre 2007 – 9 décembre 2007
- Les Justes de France, quand désobéir devient un devoir, 13 septembre 2008 – 2 novembre 2008
- Les Républicains espagnols, 22 novembre 2008 – 22 février 2009
- Nous étions tous des enfants – Alle waren wir kinder, 29 octobre 2009 au 31 janvier 2010

- Survivre – Iberlebn Génocide et ethnocide en Europe de l’Est, 7 novembre 2011 au 08 avril 2012
- Goya, chroniqueur de toutes les guerres. Les désastres et la photographie de guerre, 9 novembre 2012 au 24 février 2013

### Valorisation des collections
Le centre national Jean-Moulin participe activement à la mise en valeur du patrimoine mémoriel qu'est celui de la Seconde Guerre mondiale à travers la production de divers documents pédagogiques, tels que : le film Les Saboteurs de l’ombre ; la  web-série Les Résistances, ou encore un livre La Résistance de Dominique Lormier. L’apport du centre a principalement consisté en la documentation de ces productions. Elles rendent compte de l’objectif pédagogique, didactique, de préservation de la mémoire et de transmission des connaissances du centre national Jean-Moulin.
Les Saboteurs de l'ombre et de la lumière est un documentaire de 52 minutes réalisé par Marie Nancy en 2014. Nièce de Jacques Nancy, protagoniste principal du documentaire, elle a recueilli de nombreuses informations et de nombreux témoignages sur son oncle grâce aux Archives Départementales et au centre national Jean-Moulin de Bordeaux notamment. Le documentaire mêle et images d'archives et témoignages de maquisards. Le centre national Jean-Moulin de Bordeaux a ainsi été partenaire et a aidé à la création de ce documentaire à travers son fonds d'archives.
En 1943, la France est totalement occupée par l'ennemi. La disparition des deux chefs de la Résistance, Jean Moulin et Charles Delestraint, laisse les maquisards dans un état de questionnement continuel. C'est dans ce cadre que Jacques Nancy et Claude Bonnier, qui ont suivi les entraînements de Londres pour lutter contre les Allemands, deviennent les résistants en chef de la région B (Aquitaine ; Poitou-Charentes ; Limousin), recevant les ordres directement de l'Angleterre. À eux deux, ils doivent organiser et structurer la résistance, recruter de nouveaux résistants et armer les groupes. C'est ainsi qu'ils réussissent à former, en 3 mois, 70 groupes de résistants saboteurs. Malheureusement, Claude Bonnier, trahi, est fait prisonnier et se suicide dans sa cellule. Jacques Nancy se retrouve donc seul à devoir organiser la résistance en interne, sans plus recevoir d'ordre des Anglais puisque la liaison, après la trahison, est coupée. Jacques Nancy crée alors la SSS, Section Spéciale Saboteurs, pour anéantir la communication et les déplacements des ennemis, et préparer l'arrivée des Alliés pendant plusieurs mois. La libération d'Angoulême le 31 août 1944 devient de Graal de leurs actions, avant de reprendre la ville de Royan le 17 avril 1945.
Les Résistances est une web-série, réalisée en 2014 et diffusée sur le site internet de France 3. Elle couvre les régions françaises ayant résisté durant la seconde Guerre Mondiale (Limousin, Aquitaine, etc.). D’une durée variant d’une dizaine de minutes à une vingtaine de minutes et organisée de manière thématique, cette websérie fait appel à des témoignages d’anciens résistants, sur fonds d’archives historiques, d’articles. Cette websérie, à l'instar de l'ouvrage La Résistance, présente le grands héros de la résistances, les actions qu'ils menèrent, les enjeux rencontrés, ... Ainsi, le centre Jean-Moulin a contribué à la production des épisodes concernant la région Aquitaine, tels que l’interview de Gérard Chatelier (résistant bordelais) ou encore aussi le court métrage, Les combats d’une résistance plurielle, dans lequel le rôle de la résistance du Sud Ouest de la France est évoqué.
Ces web-documentaires, en plus d'aller à la rencontre d'anciens résistants et les interroger sur leurs actes de résistance, permettent aussi la reconstitution de tout un contexte social et politique qui engendra la montée de la Résistance au sein de la France, et que viennent illustrer les images d'archives.
La Résistance est un ouvrage écrit par Dominique Lormier, publié en octobre 2012 chez les éditions Gründ, en association avec le centre national Jean-Moulin. Il a fourni une documentation importante pour la réalisation de ce livre, notamment des fac-similés de témoignages dont la plupart n’avait jusqu’alors jamais été diffusés au public. Ce Beau Livre n’est pas simplement un livre d’images, il revient sur les réseaux, l’organisation de la Résistance française, les acteurs de la Résistance et de la Libération avec un support textuel approfondi. Il présente, autour d’une organisation thématique et chronologique, le fonctionnement de cette Résistance. Les images sont de nature variée : des photographies d’objets exposés dans le centre, des affiches, des articles de journaux, des médailles. Des fac-similés (fournis par le centre national Jean-Moulin de Bordeaux et du musée de l’Ordre de la Libération de Paris) sont intégrés dans des enveloppes thématiques. Il s’agit de documents divers : papiers officiels d’identité ou faux, lettres, tracts (patriotiques / de résistance). Ces documents constituent des références précieuses en termes d’histoire et de mémoire ; ils sont issus de l’héritage très personnel des familles qui ont vécu cet épisode de l’histoire française, ou de documents officiels publiés pour la première fois. Cet ouvrage illustre les objectifs didactiques, de transmission des connaissances et de préservation de la mémoire du centre.
En partageant ses archives et ses fonds documentaires, le centre national Jean-Moulin permet la création d’un enjeu didactique, pédagogique et de transmission d’une mémoire de la Résistance à travers la plateforme interactive qu’est Internet.

## Fréquentation
| Année       | Entrées |
| ----------- | ------- |
| 2001        | 22 648  |
| 2002        | 22 714  |
| 2003        | 20 013  |
| 2004        | 22 588  |
| 2005        | 23 361  |
| 2006        | 18 498  |
| 2007        | 18 184  |
| 2008        | 22 484  |
| 2009        | 23 887  |
| 2010        | 23 851  |
| 2011        | 23 378  |
| 2012        | 28 316  |
| 2013        | 28 971  |
| 2014        | 27 625  |
| 2015        | 37 879  |
| 2016        | 39 543  |
| 2017        | 43 741  |
| 2018 à 2022 | FERMÉ   |

## Publications
Liste d'ouvrages sur lesquels le centre et l'institut Jean-Moulin sont intervenus éditorialement.
- Dominique Lormier, La Résistance, Gründ, 2012,  (ISBN 978-2-324-00361-5) (fonds documentaire et illustrations).
- André Delage et Marie-Anne Pommies, Jean Moulin préfet artiste et homme d'action, institut Jean-Moulin, 1994 (ISBN 2-908573-01-06) édité erroné (BNF 35779514) (fonds documentaire et illustrations).
- Michel Chaumet et Cyril Olivier, Comprendre la résistance en Aquitaine, Crdp Aquitaine, 2010  (ISBN 978-2-86617-575-7).